# Eugene Fodor
Eugene Nicholas Fodor, Jr. (Denver, 5 de marzo de 1950 - Condado de Arlington, 26 de febrero de 2011) fue un violinista estadounidense de música clásica. 
Fue el primer violinista de Estados Unidos en ganar el Concurso Chaikovski en Moscú.
Sus primeros diez años de estudio los realizó bajo la supervisión de Harold Wippler. Estudió luego en la Juilliard School of Music en Nueva York; en la Universidad de Indiana; y en la Universidad de Carolina del Sur. Contó con profesores como Ivan Galamian, Josef Gingold y Jascha Heifetz, respectivamente. 
Fodor hizo su debut individual con la Orquesta Sinfónica de Denver a los diez años, tocando el Concierto para violín nº 1 de Max Bruch. Tras ello, inició una gira como solista.
Fodor ganó numerosos concursos nacionales antes de los 17 años, entre ellos el Primer Premio tanto en la Merriweather Post Competition en Washington como en la «Young Musicians Foundation Competition» en Los Ángeles. 
En 1972 obtuvo en Italia el Primer Premio en el prestigioso «Concurso internacional Niccolò Paganini» a los 22 años, hecho que lo dio a conocer internacionalmente. Fue galardonado ex aequo con el segundo premio (el primero fue declarado desierto) en el «Concurso Internacional Chaikovski» en 1974 en Moscú, hecho que hizo aumentar su estimación artística. También, consiguió el "Prix Europeen du Soliste" en enero de 1999.
Apareció en el programa de televisión de la Second City Television en noviembre de 1981, en una parodia de la película de Joan Crawford Humoresque llamada New York Rhapsody.
Su carrera declinó a finales de la década de 1980 tras una redada Martha's Vineyard en la que fue arrestado por posesión de drogas, algo que le deparó una publicidad negativa.
Falleció por cirrosis.